# هاتاکه‌یاما یوشیتسوگو
هاتاکه‌یاما یوشیتسوگو ((به ژاپنی: 二本松 義継 Nihonmatsu Yoshitsugu); ۱ ژانویهٔ ۱۵۵۲ – ۲۹ نوامبر ۱۵۸۵) سامورایی و دایمیو در دوره سنگوکو اهل ژاپن بود. او چهاردهمین رهبر خاندان نیهونماتسو یک شاخه از خاندان هاتاکه‌یاما در ولایت موتسو بود.